# Новопавлівка (Бериславський район)
Новопа́влівка (раніше "Ново-Павлівка") — село у складі Великоолександрівської селищної громади Бериславського району, що розміщується в північно-західній частині Херсонської області.

## Населення

### Мовний склад
Рідна мова населення за даними перепису 2001 року:
| Мова       | Чисельність, осіб | Доля     |
| ---------- | ----------------- | -------- |
| Українська | 744               | 96,25 %  |
| Російська  | 26                | 3,36 %   |
| Інше       | 3                 | 0,39 %   |
| Разом      | 773               | 100,00 % |

## Історія
Село заснували селяни-переселенці з Подільської і Могильовської губерній у 1842 році.
З часу створення до початку XX століття перебувало у складі Калузької волості Херсонського повіту Херсонської губернії.
У січні 1918 року в селі було встановлено радянську окупаційну владу.
Щонайменше 36 мешканців села (офіційно встановлена кількість) стали жертвами Голодомору 1932-1933 років.
У воєнних діях німецько-радянської війни брало участь 162 жителі села, з яких 113 загинуло.
Орієнтовно 1967 року (до 50-річчя Жовтневого перевороту) було збудовано будинок культури з залом на 400 місць. Також у населеному пункті була бібліотека та фельдшерсько-акушерський пункт.
Станом на 1972 рік Новопавлівка була центром сільської ради, якій підпорядковувалися села Буцівське, Веселе, Нова Калуга, Нова Калуга Друга, Червона Людмилівка. У населеному пункті мешкало 898 осіб і налічувалося 304 двори. У селі функціонував колгосп «Молода гвардія», за яким було закріплено 3,5 тис. га сільськогосподарських угідь, в т. ч. 3,1 тис. га орної землі. Господарство спеціалізувалося на вирощуванні зернових і технічних культур, виробництві м’яса, молока, вовни. У восьмирічній школі навчалося 173 школярів і викладало 23 педагоги.
У складі незалежної України було центром сільської ради, у якій залишилося лише село Буцівське. З 12 червня 2020 року увійшло до складу Великоолександрівської селищної громади.
Згідно Всеукраїнського перепису населення 2001 року населення села становило 773 особи. Станом на 2022 рік у населеному пункті мешкає не більше декількох десятків осіб і чисельність з кожним роком стрімко зменшується.
12 червня 2020 року, відповідно до Розпорядження Кабінету Міністрів України від № 726-р «Про визначення адміністративних центрів та затвердження територій територіальних громад Херсонської області», увійшло до складу Великоолександрівської селищної громади.
19 липня 2020 року, в результаті адміністративно-територіальної реформи та ліквідації  Великоолександрівського району увійшло до складу Бериславського району.

### Російське вторгнення в Україну (з 2022)
За свідченнями мешканців, з початку повномасштабного вторгнення Російської Федерації в Україну повз село проходили озброєні групи російських військових. Протягом весни-осені 2022 року село неодноразово потрапляло під ворожі обстріли, зокрема, з боку сусіднього населеного пункту Біла Криниця, яке опинилося під окупацією. З квітня по жовтень 2022 року населений пункт не мав електропостачання.

## Пам'ятки та об'єкти
У 1882 році в селі було збудовано Церкву святого Миколи неокласичного стилю. У 1930-х роках були знесені три її куполи. 1 вересня 2022 року церква була майже повністю зруйнована російським обстрілом.

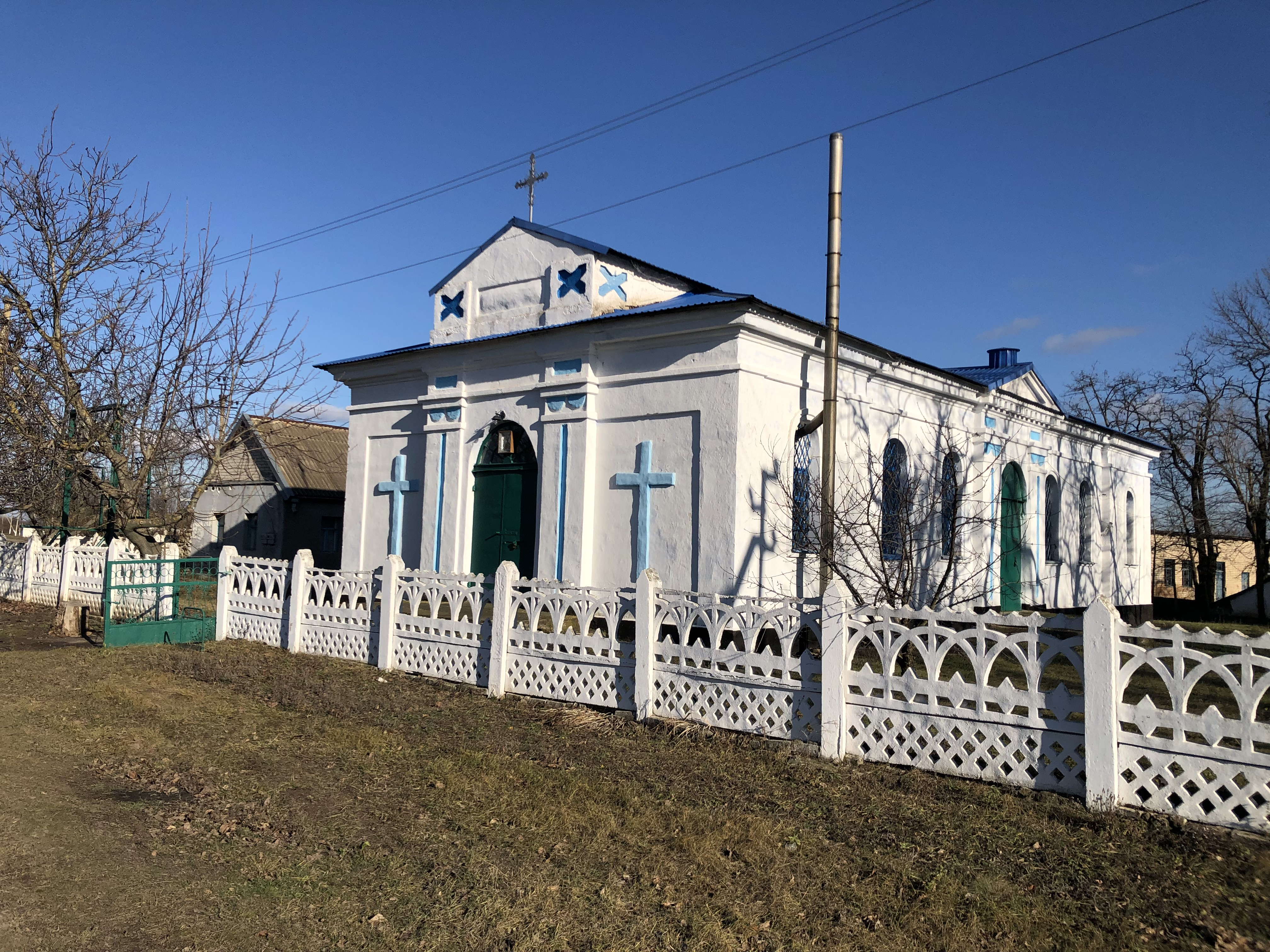
Церква святого Миколи (січень 2022 року)
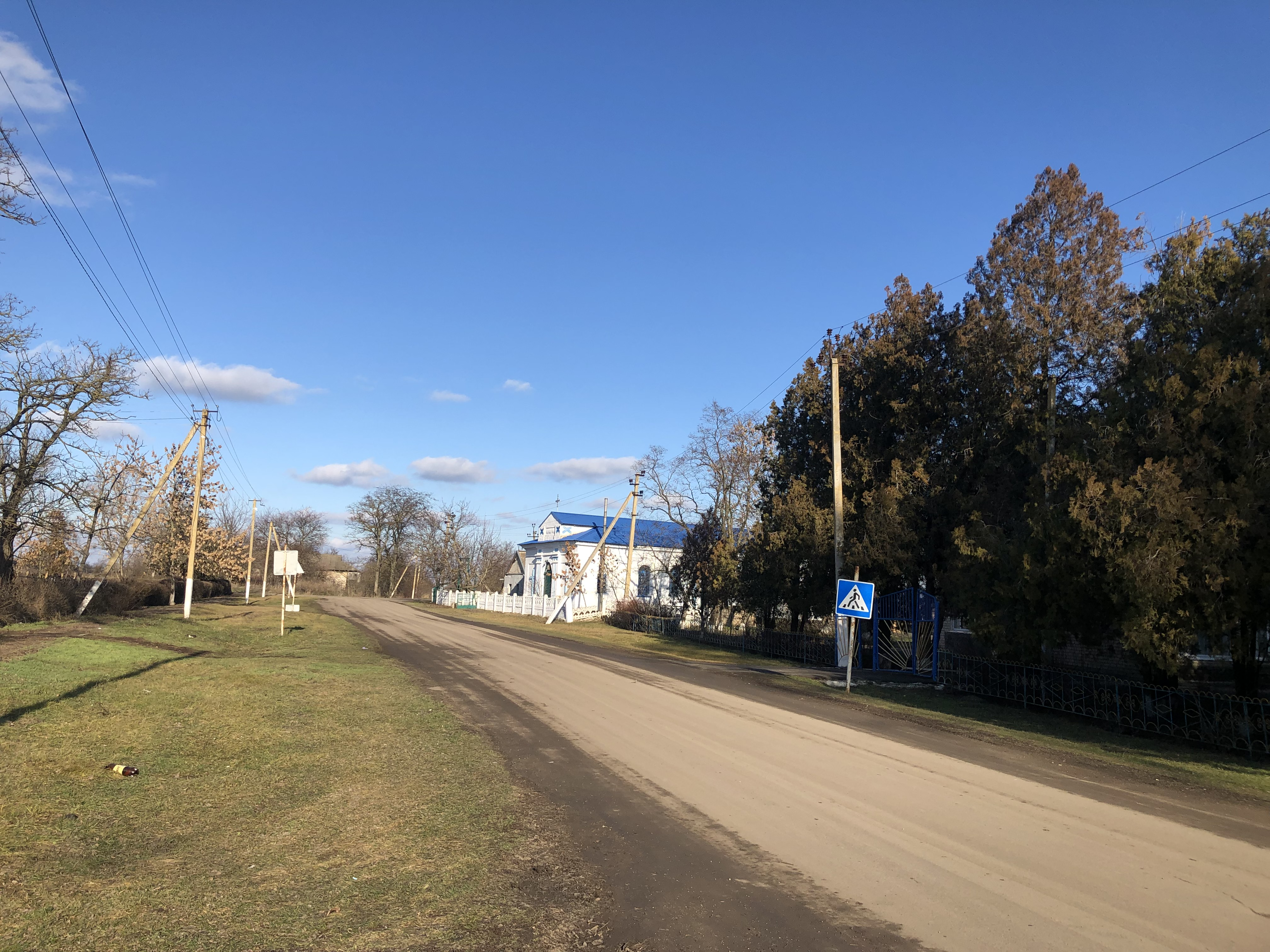
Церква святого Миколи поруч із територією школи (січень 2022 року)
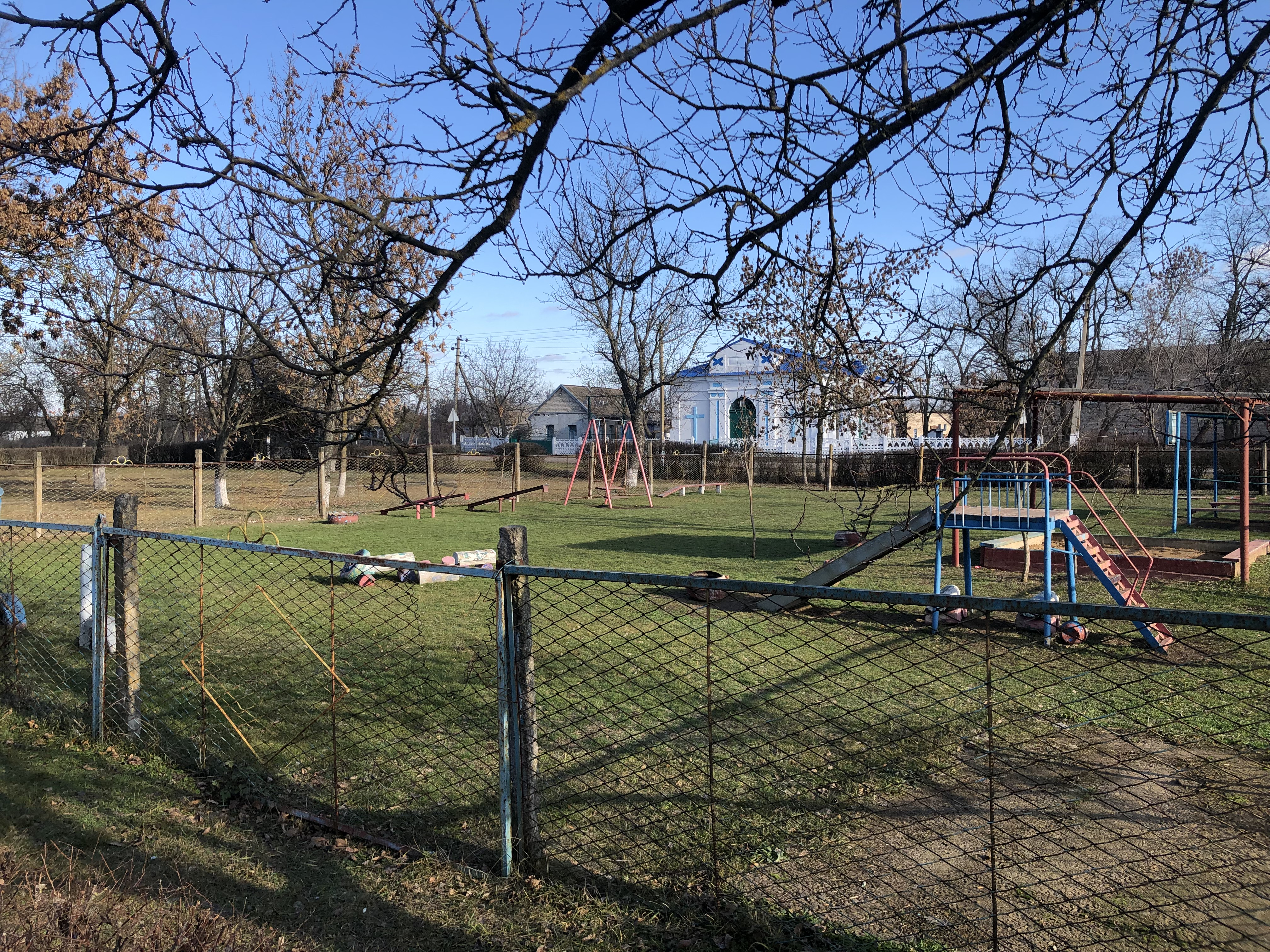
Церква святого Миколи на задньому плані (січень 2022 року)
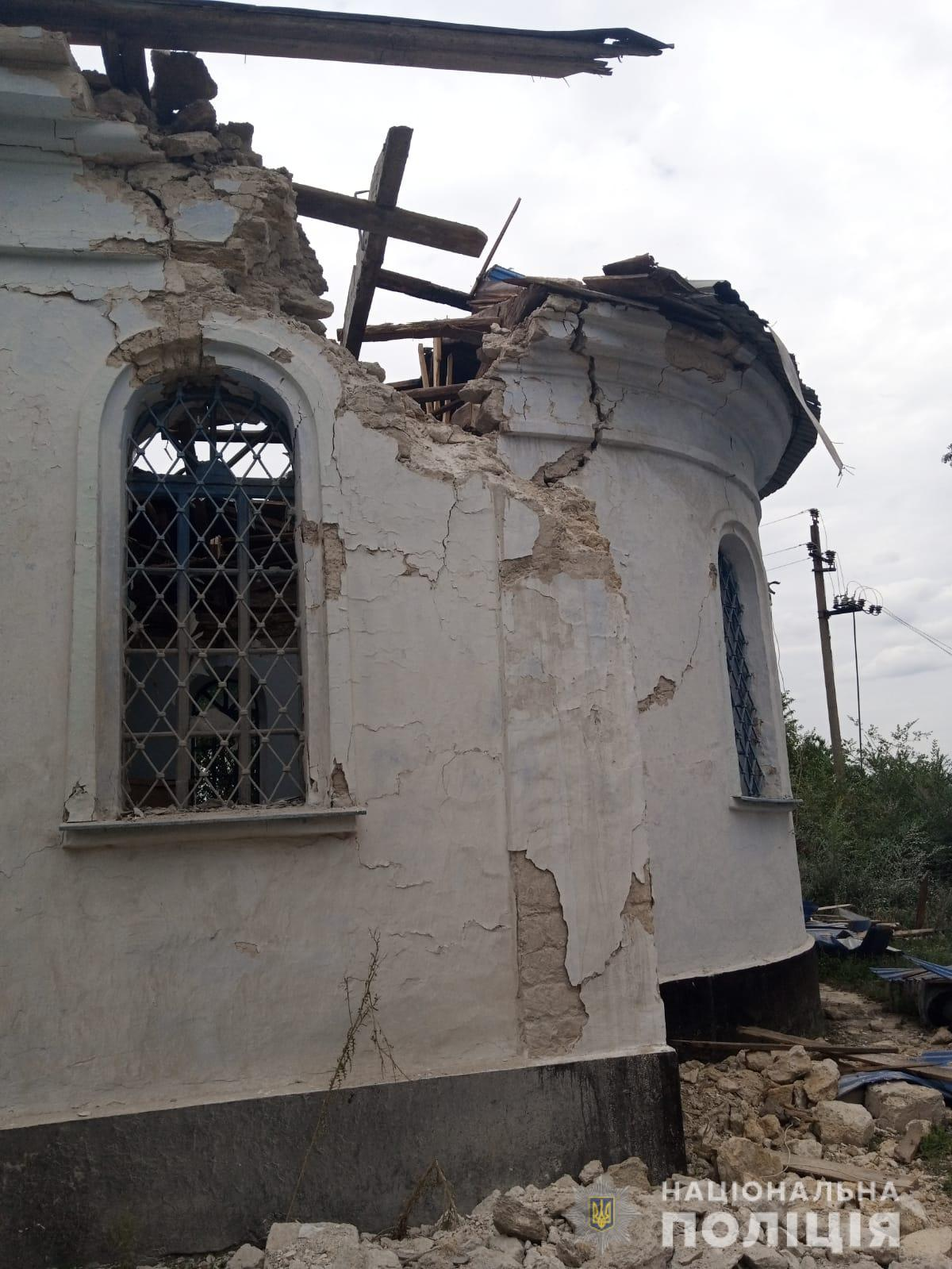
Церква святого Миколи після російського обстрілу (вересень 2022 року)
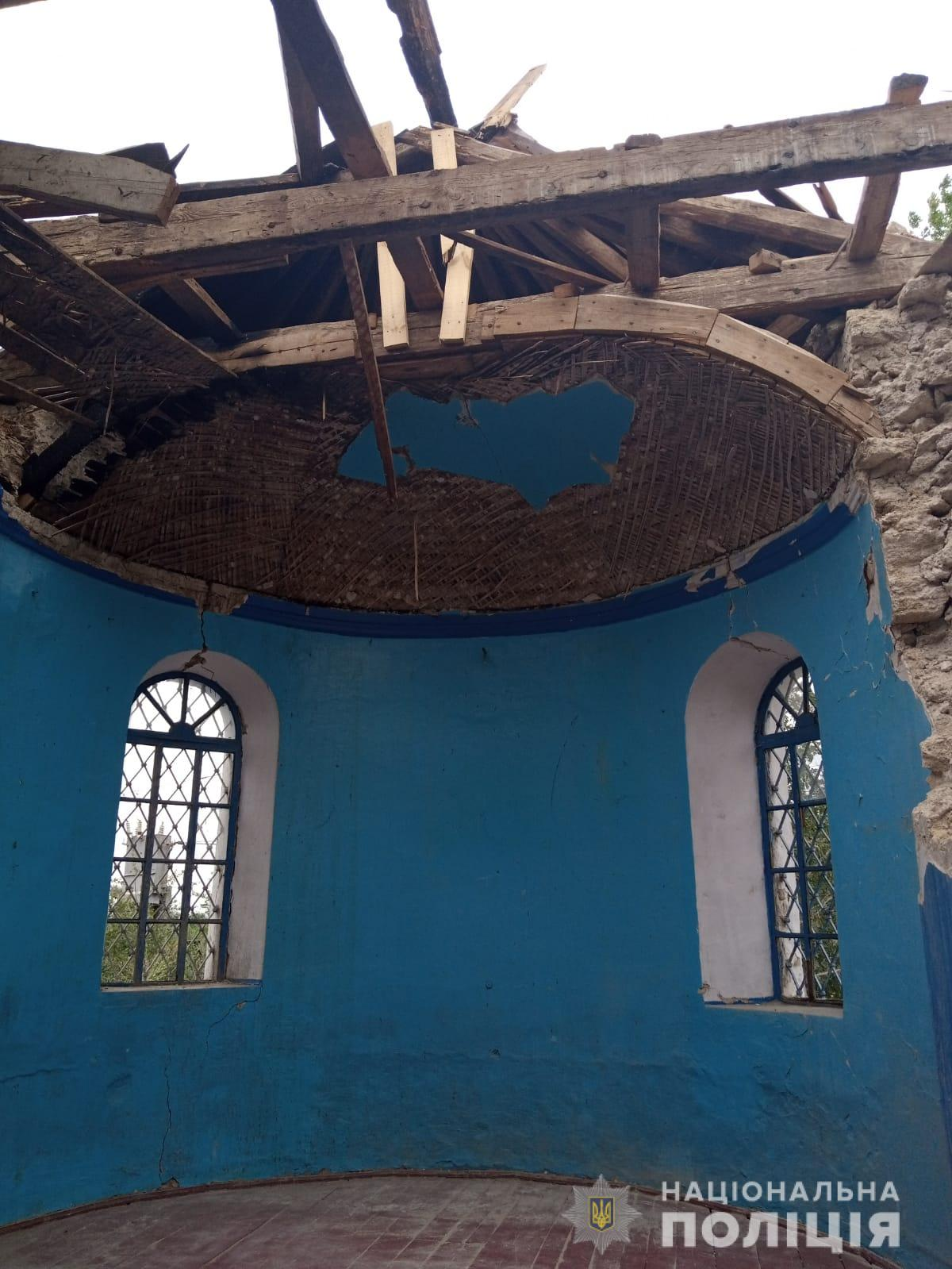
Церква святого Миколи після російського обстрілу (вересень 2022 року)

Церква межує з Новопавлівською загальноосвітньою школою I-II ступенів імені Горєлікова М.Є. Поруч із будівлею навчального закладу розміщена меморіальна дошка односельцям, які загинули у ході німецько-радянської війни. Через дорогу розміщується будівля будинку культури, дитячий садок, фельдшерський пункт, приміщення пошти.

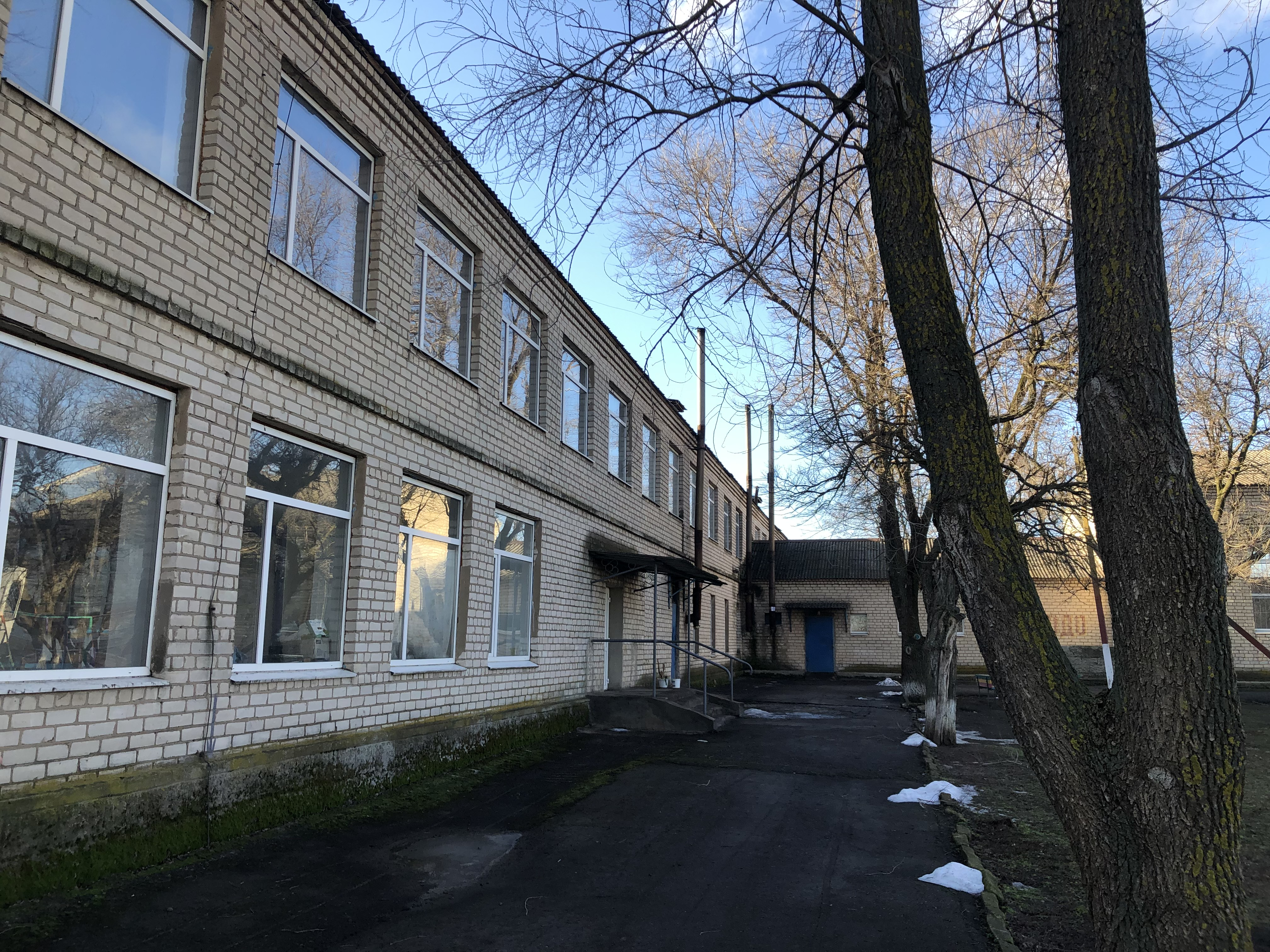
Школа (січень 2022 року)
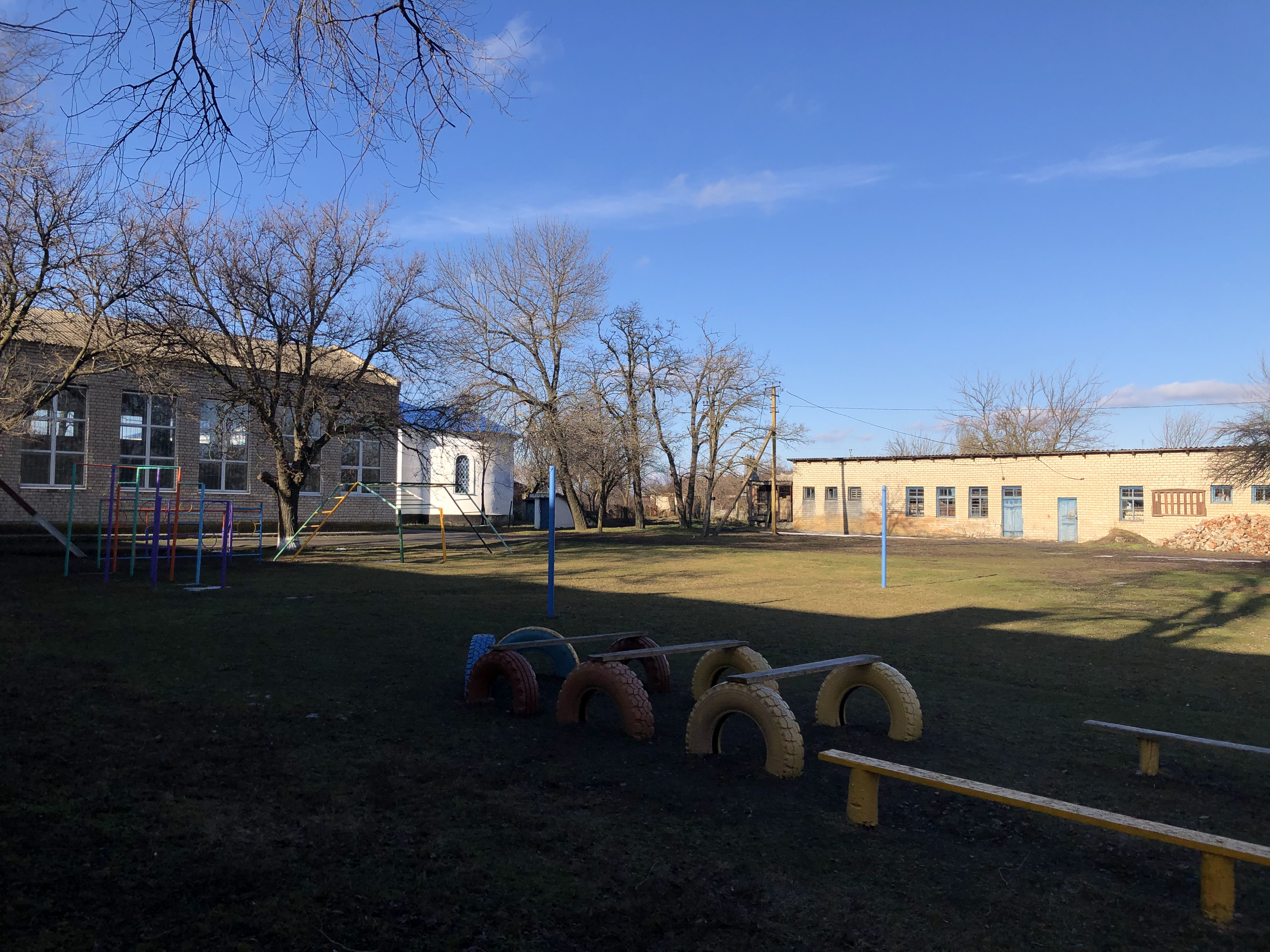
Спортивний майданчик школи (січень 2022 року)
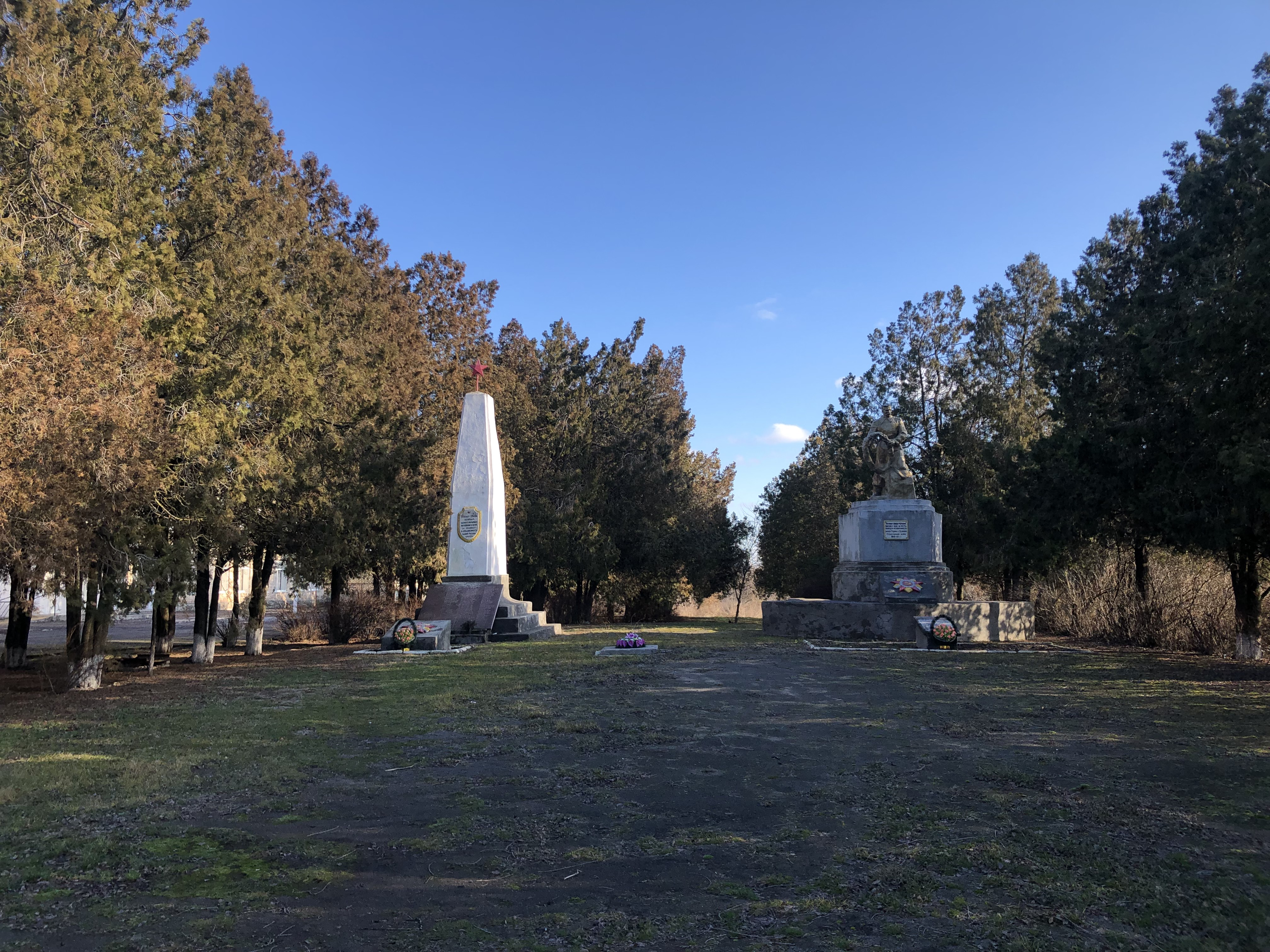
Меморіал загиблих мешканців села у німецько-радянській війні (січень 2022 року)
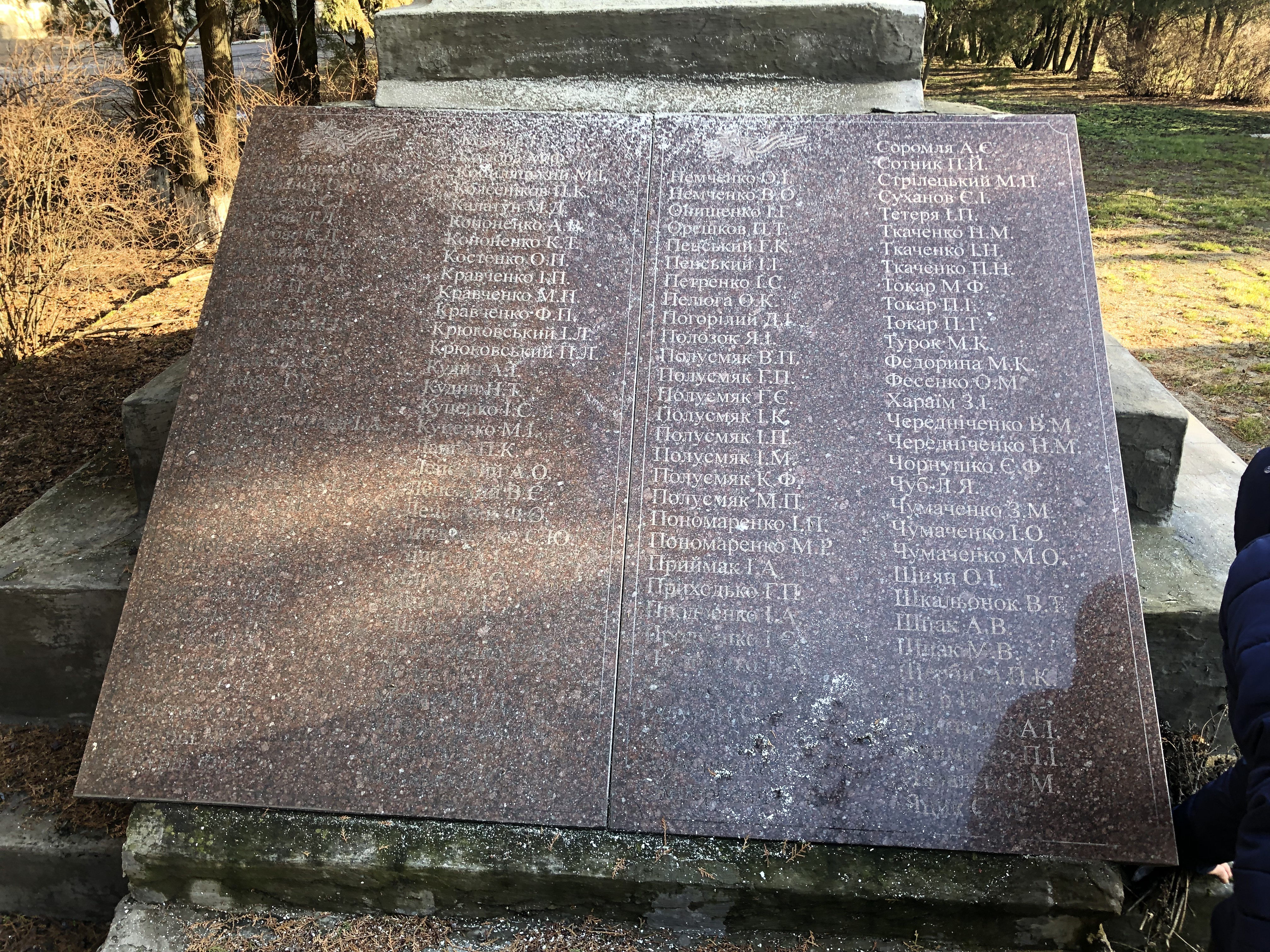
Меморіальна дошка з прізвищами загиблих мешканців села у німецько-радянській війні (січень 2022 року)
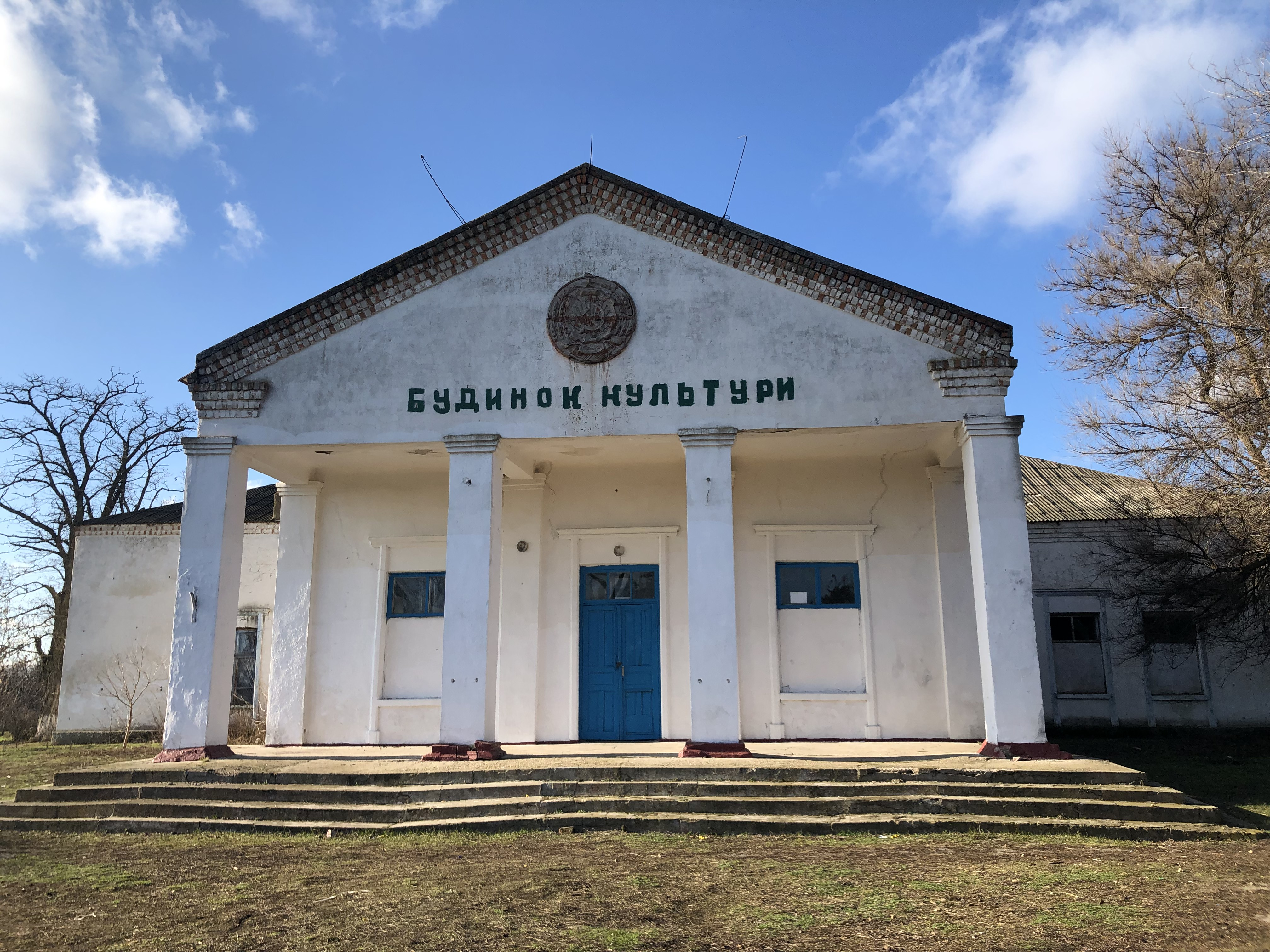
Будинок культури (січень 2022 року)

## Галерея

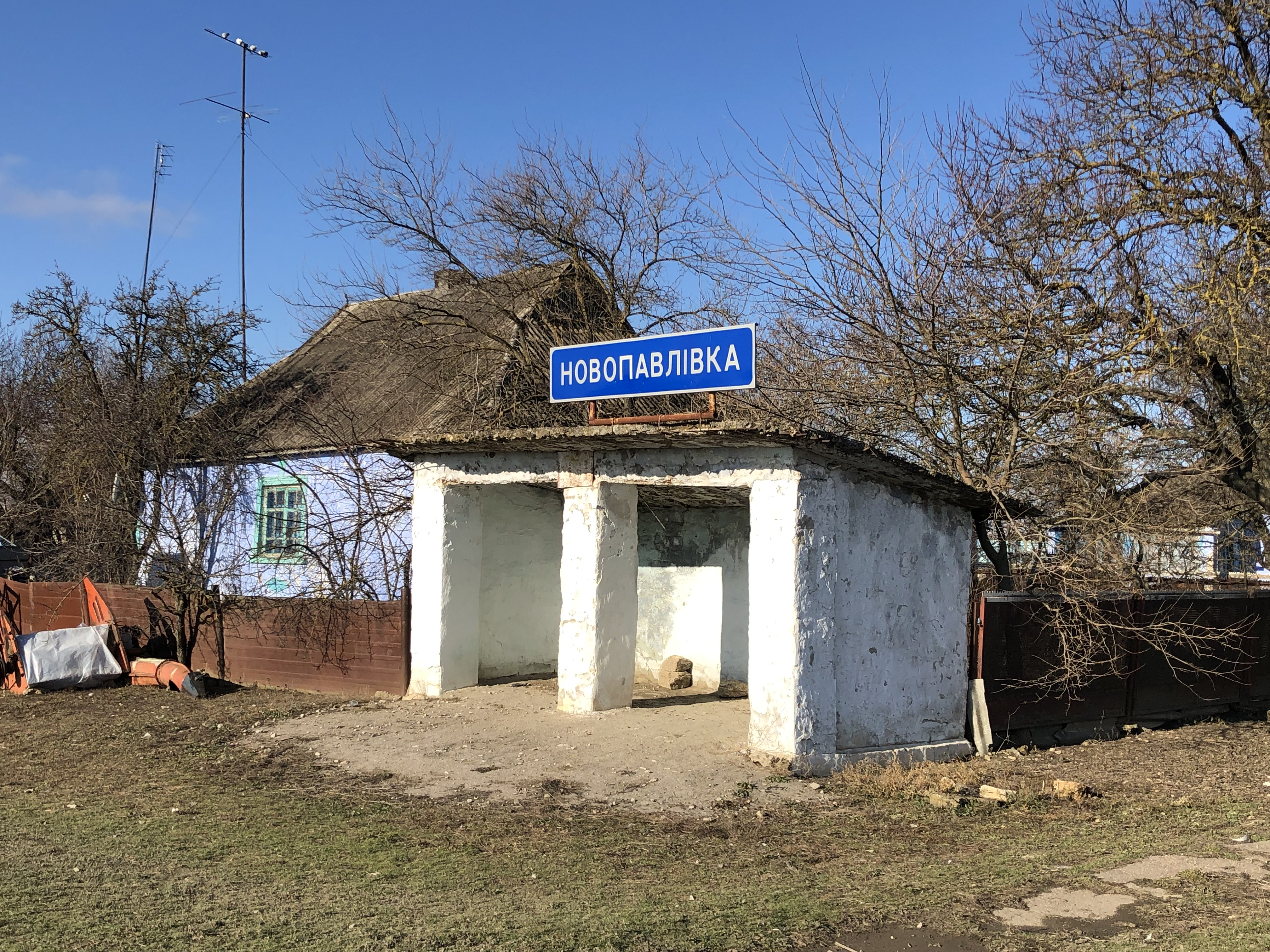
Зупинка при в'їзді до села з боку дороги на Білу Криницю (січень 2022 року)
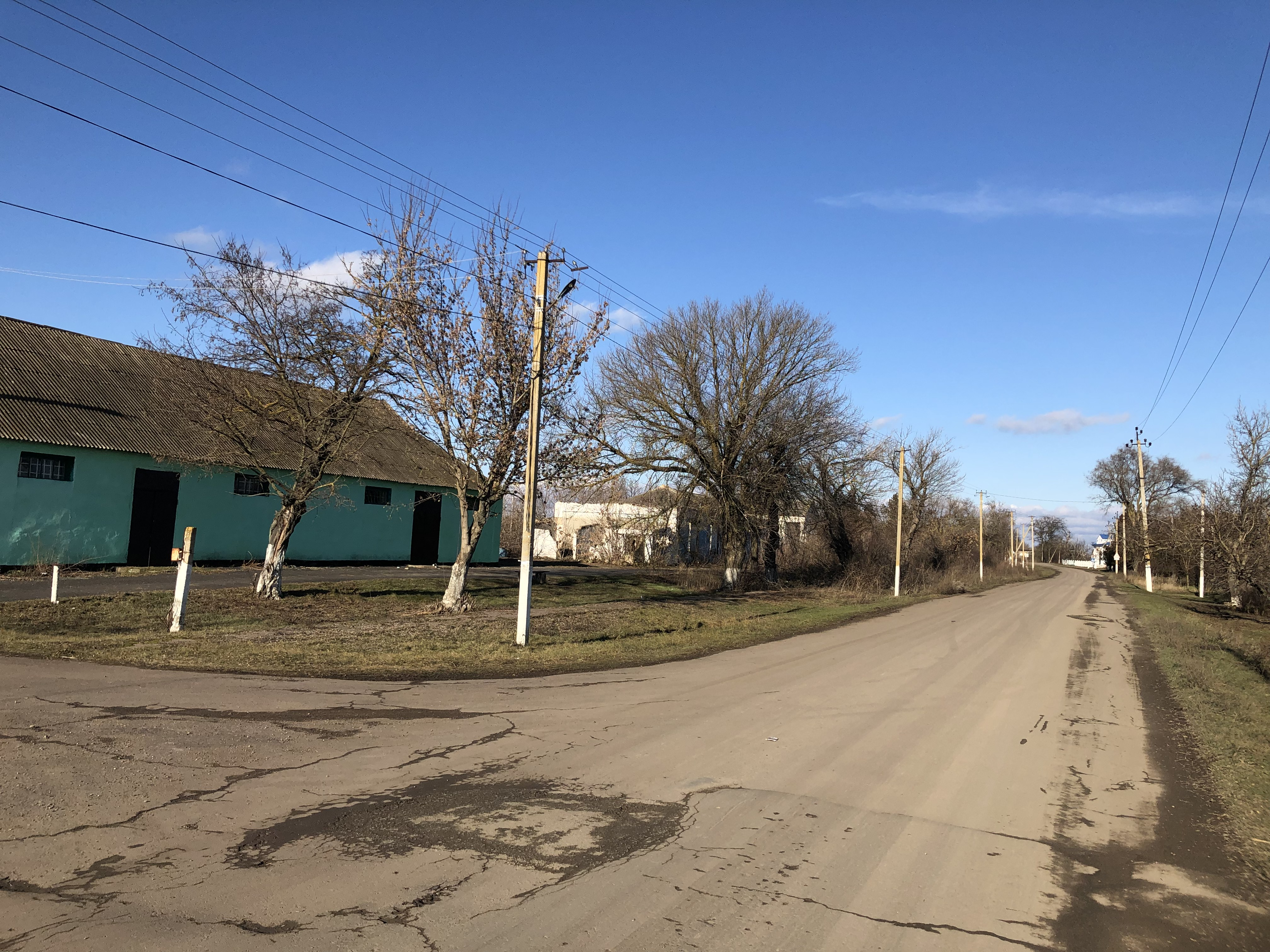
Вулиця Миру села Новопавлівка (січень 2022 року)
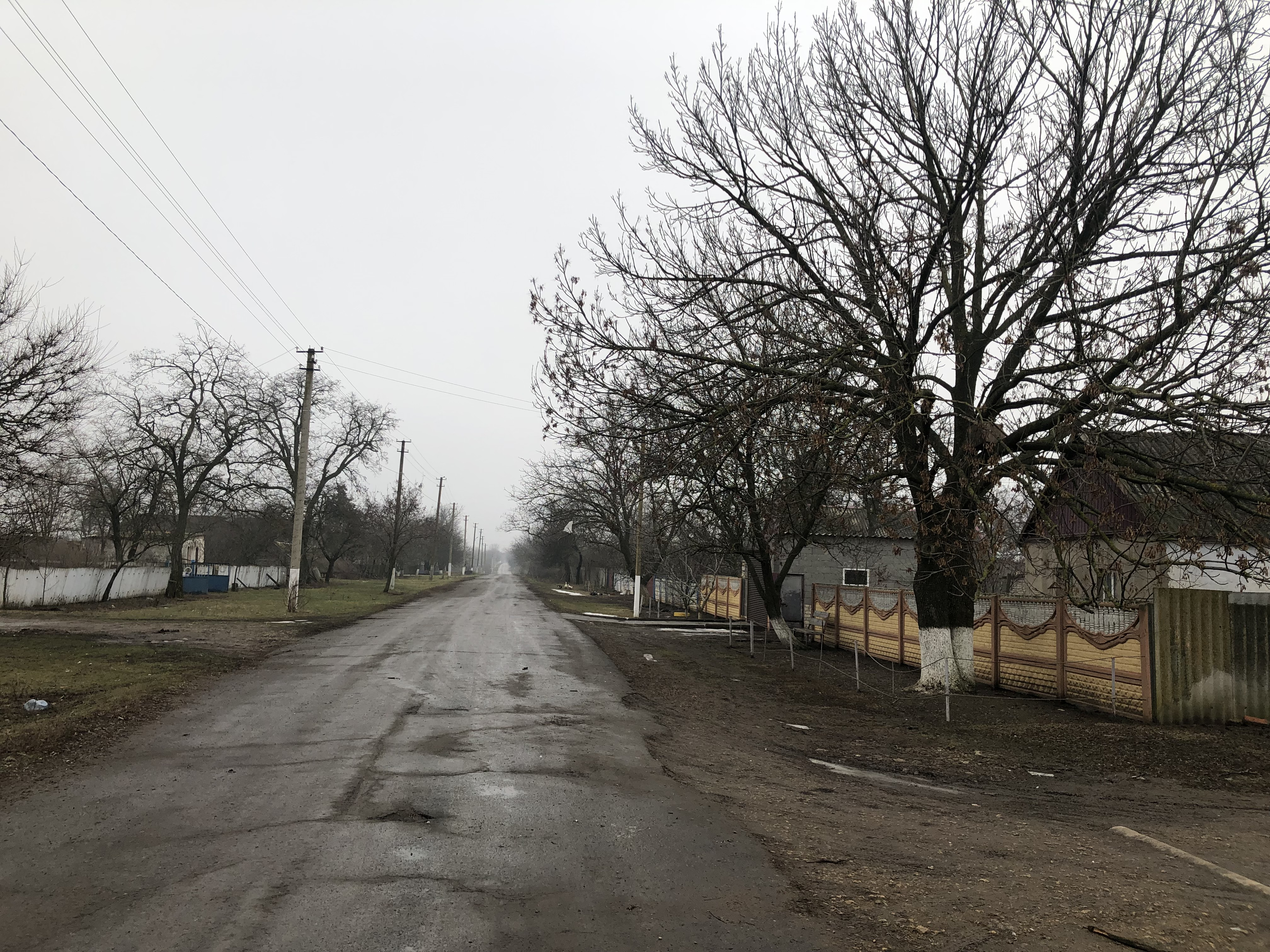
Вулиця села Новопавлівка (січень 2022 року)
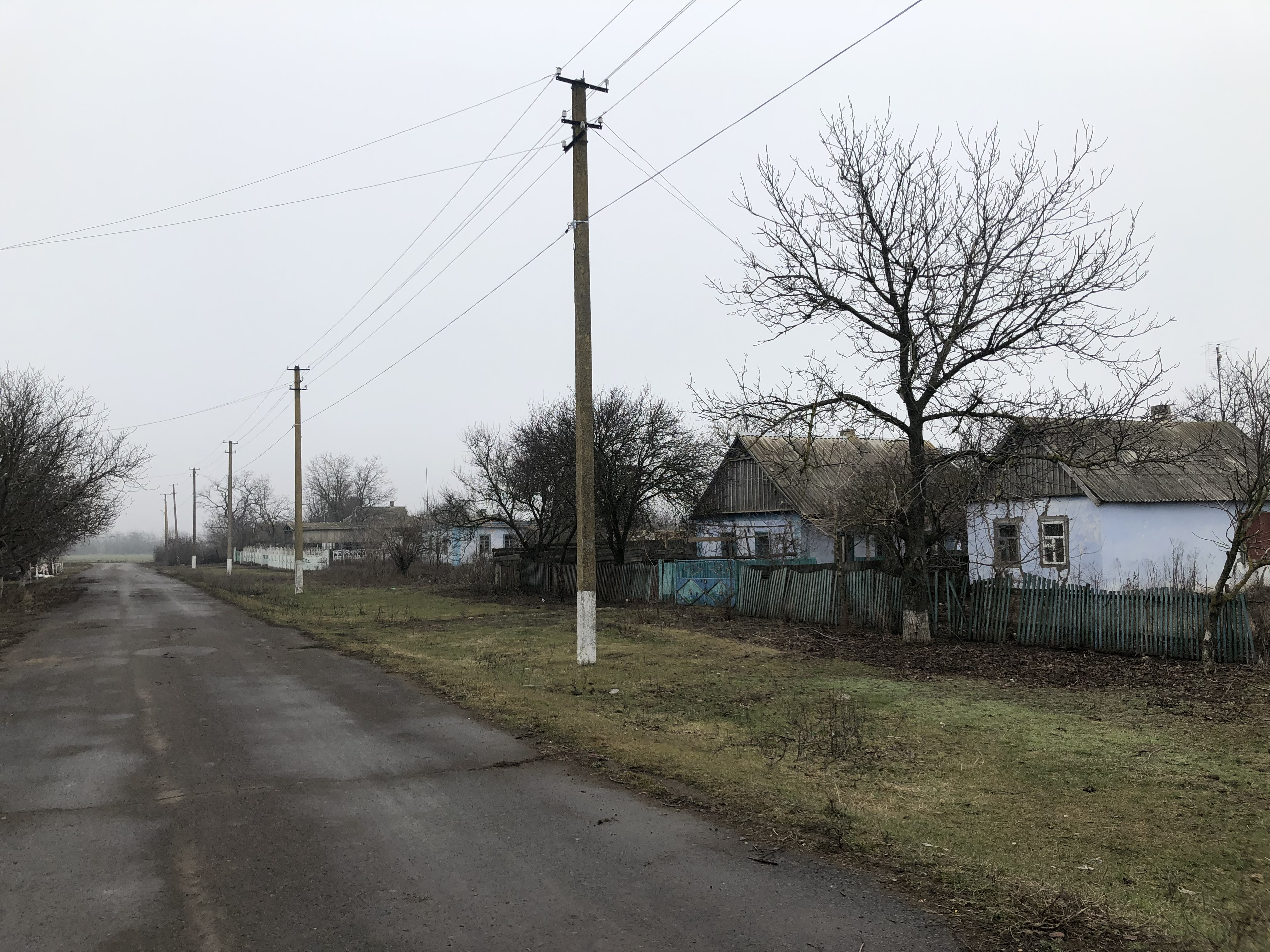
Хати села Новопавлівка (січень 2022 року)
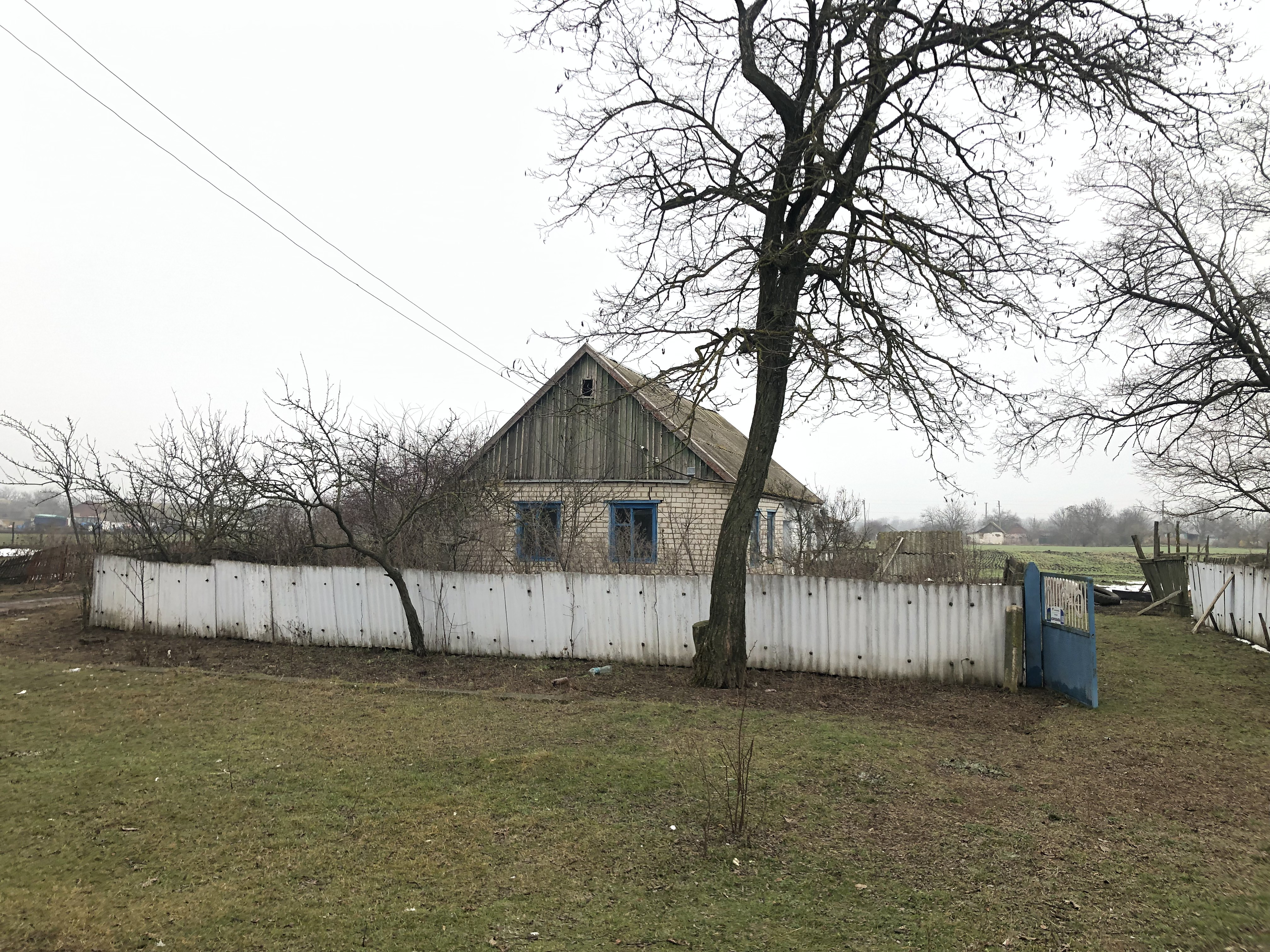
Хата в селі Новопавлівка (січень 2022 року)